# Renée Victor
Renée Victor est une actrice américaine née le 25 juillet 1938 à San Antonio au Texas et morte le 30 mai 2025 à Sherman Oaks en Californie.
Elle est surtout connue pour son rôle de Lupita dans Weeds et pour avoir prêté sa voix aux Argoniennes dans le jeu vidéo The Elder Scrolls V: Skyrim de Bethesda Softworks (2011).

## Biographie
Renée Victor est née à San Antonio au Texas le 25 juillet 1938. Elle s'installe à Los Angeles dans les années 1960, où elle chante pour des chefs d'orchestre de renom qui ont fait connaître la musique latine aux États-Unis, notamment Xavier Cugat et Perez Prado. Elle est également professeure de danse, enseignant la salsa et le tango. Elle rencontre son mari grâce à des cours de danse. De 1963 à 1973, elle et son mari voyagent à travers le monde pour se produire ensemble sous la bannière « Ray & Renee », surnommés les Sonny & Cher latins.
Renée Victor meurt à son domicile de Sherman Oaks le 30 mai 2025. La cause de son décès est un lymphome.

## Filmographie

### Cinéma
- 1988 : Salsa : Tante
- 1991 : Le Docteur : Lucy
- 1995 : Faux frères, vrais jumeaux : la propriétaire du ranch
- 1997 : Le Prédicateur : la traductrice du latin
- 1998 : The Prophecy 2 : Nana
- 1998 : The Wonderful Ice Cream Suit : la grand-mère
- 1999 : My Brother the Pig : Grand-mère Berta
- 2001 : Island Prey : Yolanda
- 2002 : Never Trust a Serial Killer : Lupe
- 2002 : Assassination Tango : Stella
- 2004 : Prospect : Abuela
- 2006 : Hot Tamale : Mama
- 2006 : Au-delà des limites (All You've Got) : Grand-mère Rosa
- 2006 : Hollywood Familia : Mommee
- 2008 : Moe : la mère
- 2009 : Confessions d'une accro du shopping : la bagagière
- 2009 : Stuntmen : Juanita Villareal
- 2010 : Boyle Heights : Gloria
- 2011 : Wake : Mama Chelo
- 2013 : A Night in Old Mexico : Josefina Nelly
- 2014 : Paranormal Activity: The Marked Ones : Irma Arista
- 2016 : A Time of Love and War : Abuelita Irene
- 2017 : The Green Ghost : Nana
- 2017 : Coco : Abuelita
- 2018 : Superfly : Esmeralda Gonzalez

### Télévision
- 1983-1985 : Hôtel : une femme de chambre (3 épisodes)
- 1985 : Les deux font la paire (1 épisode)
- 1987 : Matlock : une servante (1 épisode)
- 1992-1993 : The Addams Family : voix additionnelles (21 épisodes)
- 1996 : The Parent 'Hood : la principale (2 épisodes)
- 1996 : Men Behaving Badly : Estelle (1 épisode)
- 1998 : Nom de code : TKR : Rosa (1 épisode)
- 2001 : La Vie avant tout : Isabel Santana (1 épisode)
- 2003 : Mister Sterling : Gloria Lopez (1 épisode)
- 2004 : Urgences : Florina Lopez (6 épisodes)
- 2005-2012 : Weeds : Lupita (22 épisodes)
- 2007 : Women's Murder Club : Carazon (1 épisode)
- 2008-2009 : House of Payne : Consuela Hernandez (5 épisodes)
- 2010 : Childrens Hospital : Gladys (1 épisode)
- 2014 : Major Crimes : Regina Gomez (1 épisode)
- 2014 : Witches of East End : Alma (2 épisodes)
- 2018 : Vida (série télévisée) : Mme Tita

2018-2023 : Mayans MC : Sœur Thérésa